# Aanbidding der herders

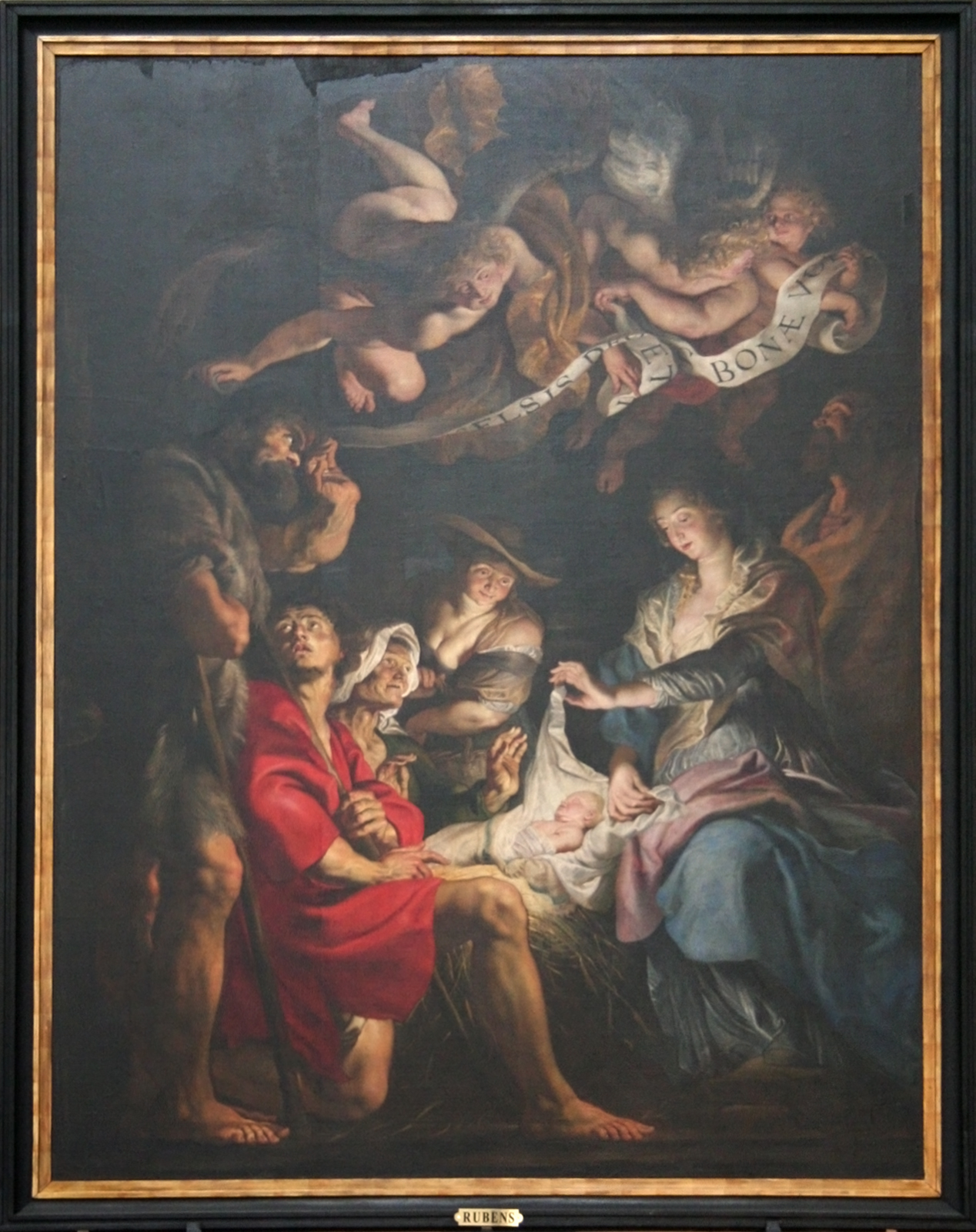
Peter Paul Rubens (Sint-Pauluskerk (Antwerpen))

De aanbidding der herders wordt beschreven in de geboorte van Jezus volgens Lucas 2, nadat een engel de geboorte van Jezus had aangekondigd, aan een groep herders, gingen zij op zoek naar de pasgeborene. Dit verhaal is een inspiratiebron voor tal van kunstvoorstellingen en kerstliederen.

## Bijbelverhaal
In het Evangelie volgens Lucas, vers 15-20 hoofdstuk 2, wordt beschreven, toen de engelen naar de hemel waren teruggegaan, zeiden de herders tegen elkaar : "Laten we naar Bethlehem gaan om met ons eigen ogen te zien wat de Heer ons bekend heeft gemaakt". Zodra ze Maria, Jozef en het kind vonden, vertelden ze honderd uit, over de voorspellingen, die hen waren aangekondigd. De reactie van Maria was niet van harte (vers 19).

## Kunstvoorstellingen

### Schilderijen

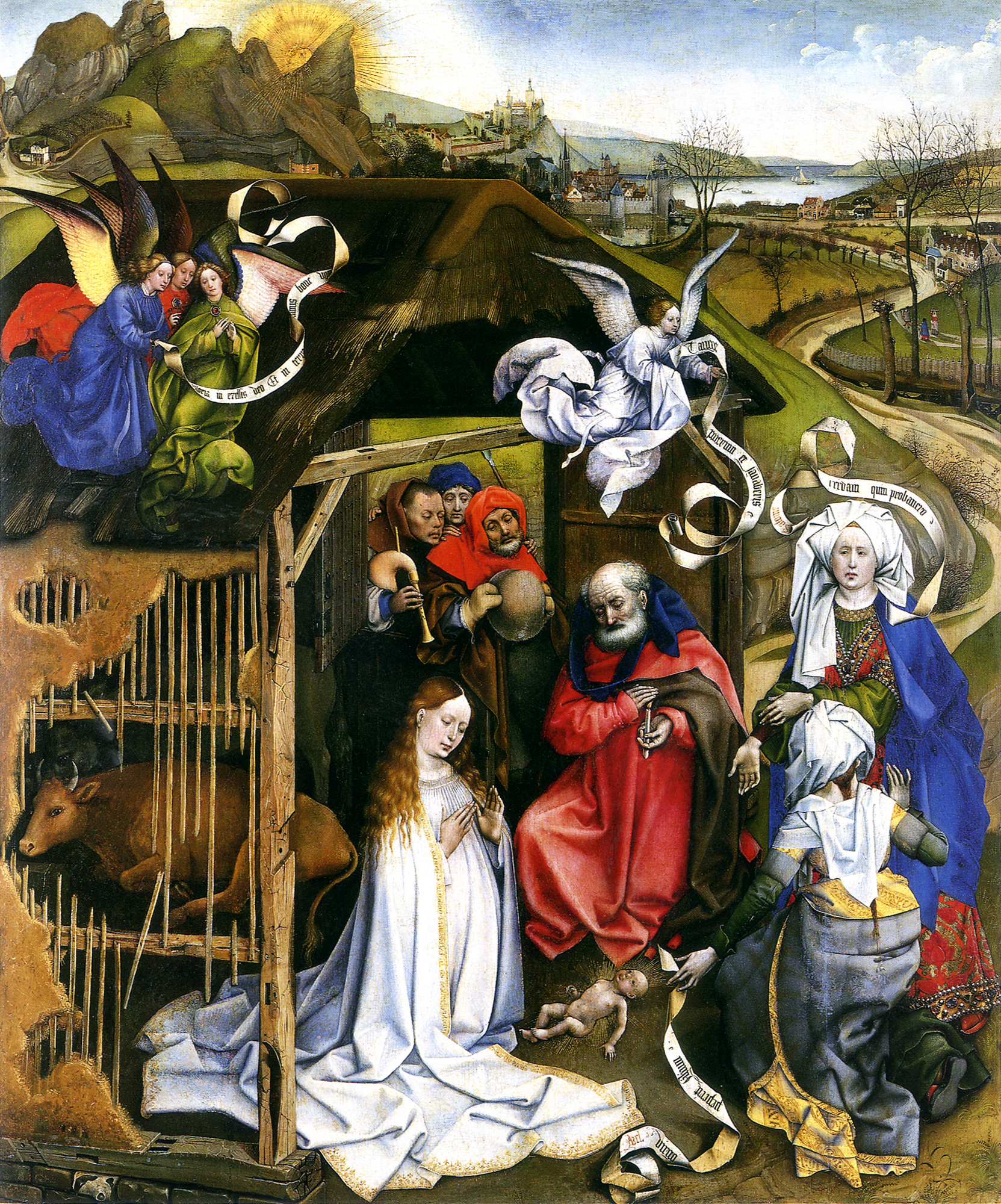
Robert Campin 1426
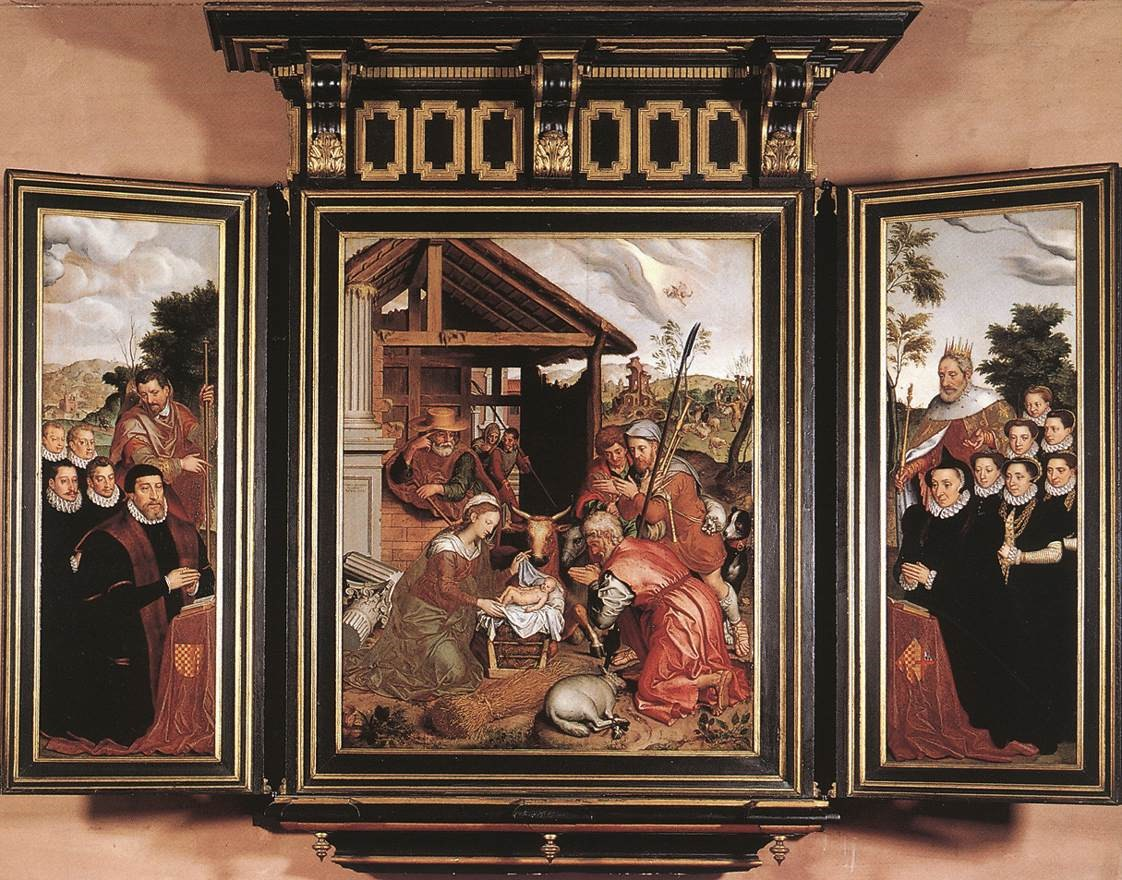
Pieter Pourbus
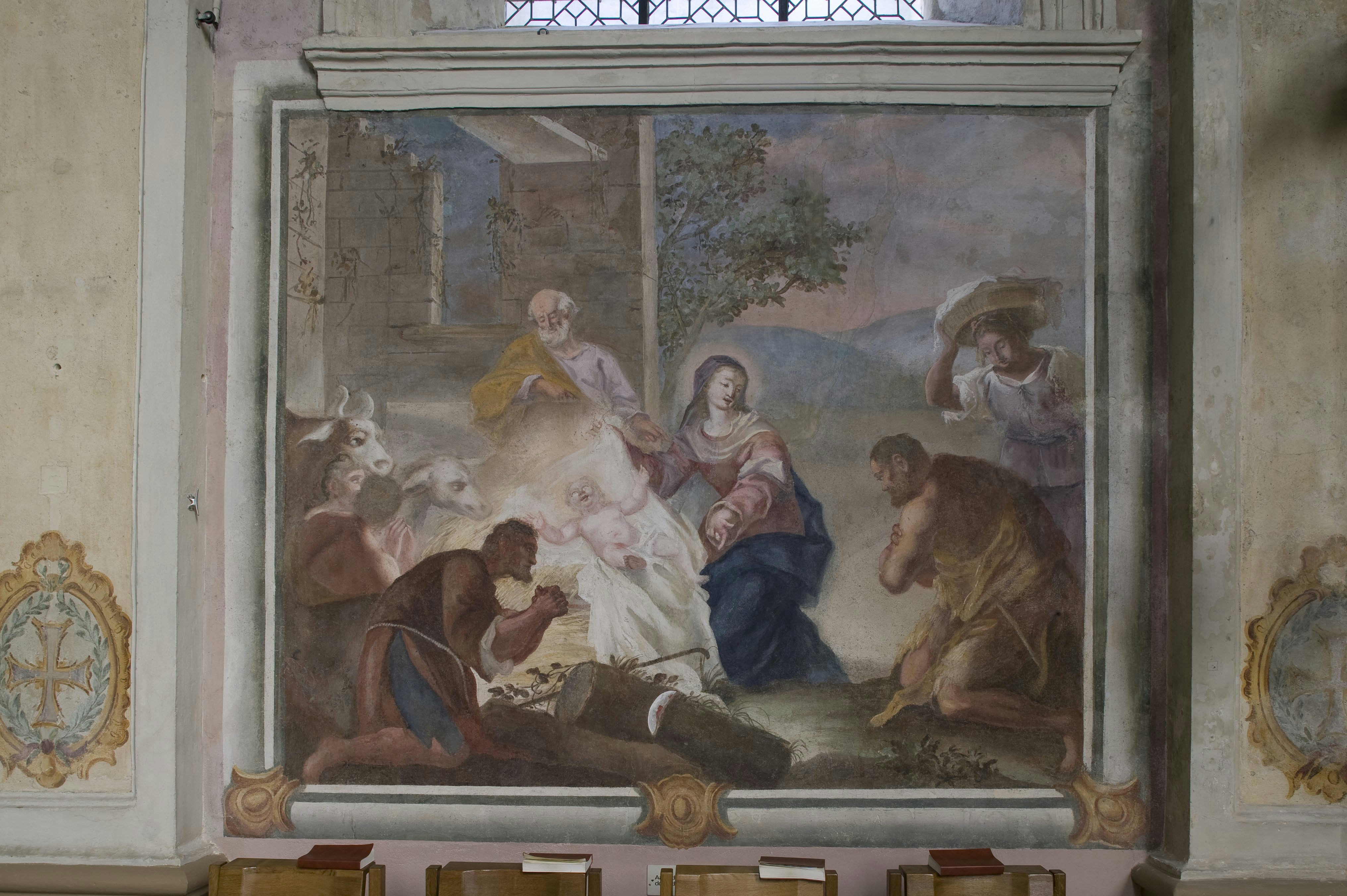
Sint-Gerlachuskerk (Houthem)
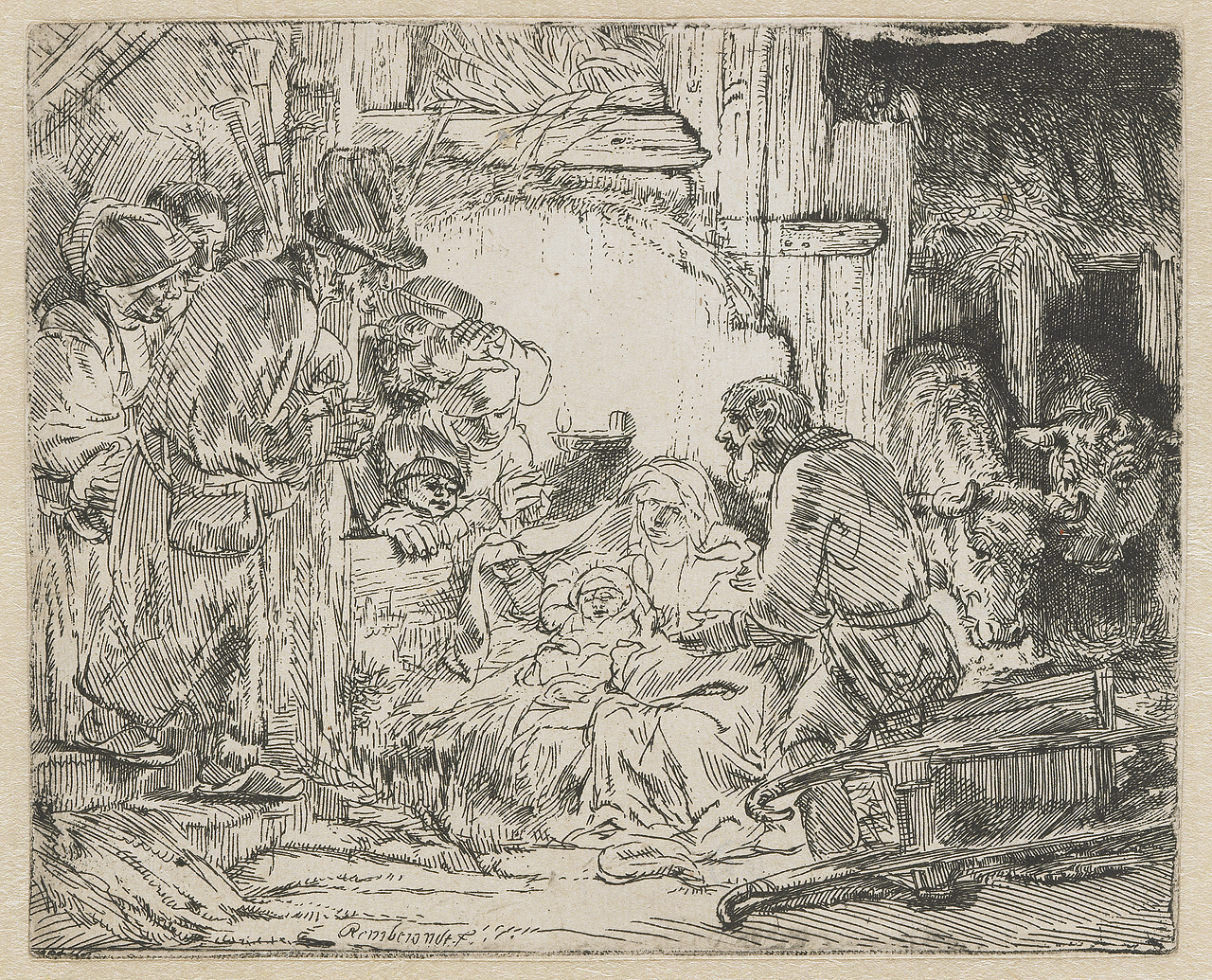
Rembrandt
Aanbidding der herders, Meester van de Triptiek van Morrison, Museum Catharijneconvent
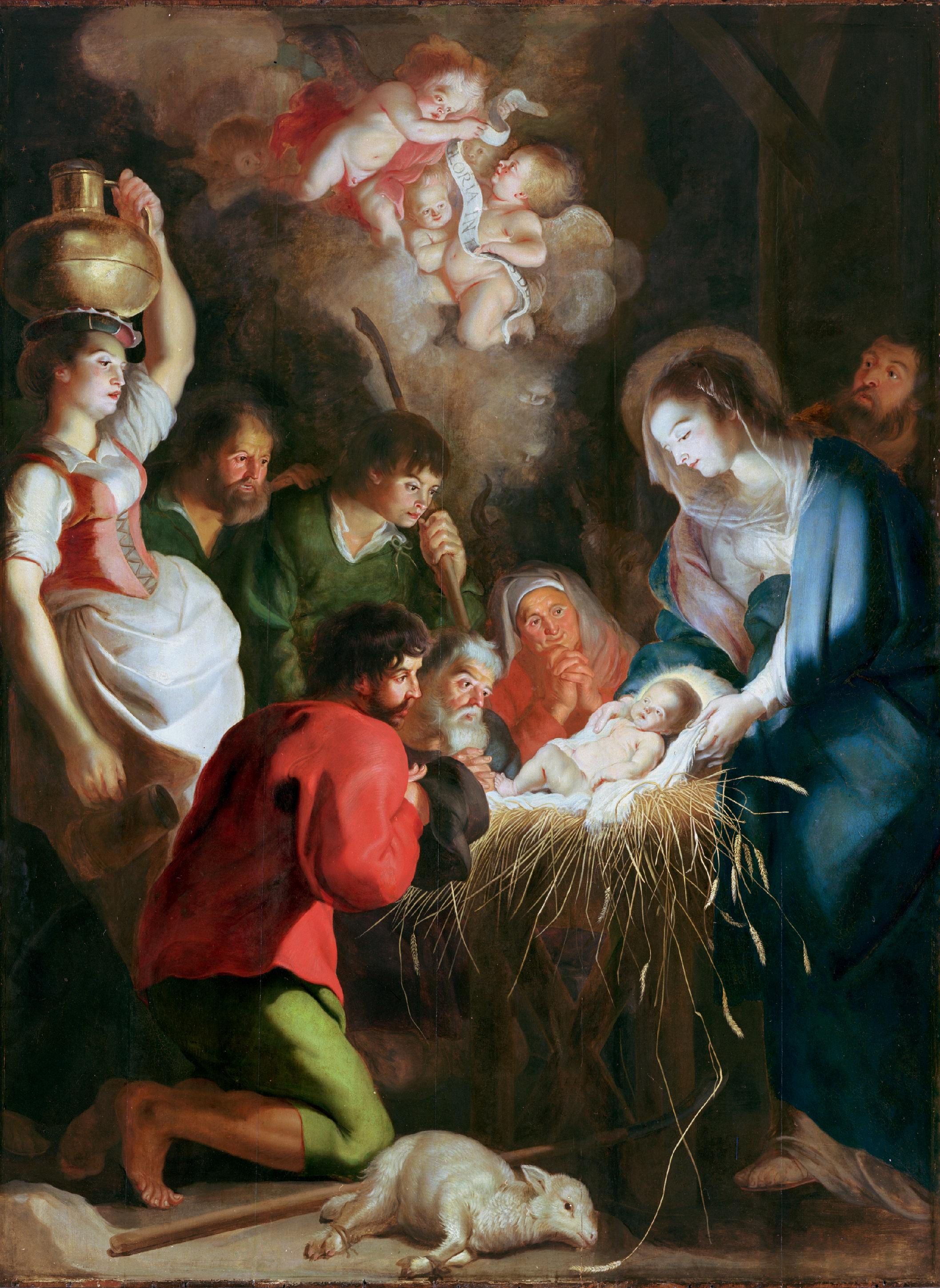
De aanbidding der herders, schilderij op paneel door Cornelis de Vos
Aanbidding der herders (Caravaggio), Museo Regionale, Messina

## Muziek
- Adeste Fideles